# Cleonymia youngi
Cleonymia youngi là một loài bướm đêm trong họ Noctuidae.